# بن جراح
بن جراح هي بلدية تقع الجنوب الغربي لمدينة قالمة وتبعد عنها بحوالي 7.5كم يوجد بهده البلدية أهم وأجمل معلم المدينة هي جبال ماونة الشاهقة التي يفوق ارتفاعها 1000 م وهي بلدية فلاحية بالدرجة الأولى وسياحية رغم التهميش الذي تعانيه من طرف السلطات في هذا المجال. وستستفيد هده البلدية من عدة مشاريع كالمنطقة الصناعية الجديدة باعالي البلدية ومشاريع السكن الكبيرة ومدرسة الشرطة ومشروع السد قيد الإنجاز وبناء قرية سياحية باعالي ماونة وكدالك ربط جبل ماونة بخط التيليفيريك مع المدينة كما تشتهر بن جراح بهوائها العليل في الصيف ومناظرها الخلابة في فصل الربيع وفي فصل الشتاء فان الثلج يكسوها بحلة ناصعة البياض كما تحمل هده البلدية العديد من الغابات وتضم عدة حيوانات كالخنزير البري والثعلب والدئب والعديد من أنواع الطيور ويمر عليها واد الدئاب.